# Skociszewy
Skociszewy – wieś w Polsce położona w województwie świętokrzyskim, w powiecie włoszczowskim, w gminie Radków.
W latach 1975–1998 miejscowość administracyjnie należała do województwa częstochowskiego.
Przez wieś przechodzi  niebieska ścieżka rowerowa do Radkowa.